# Pantof

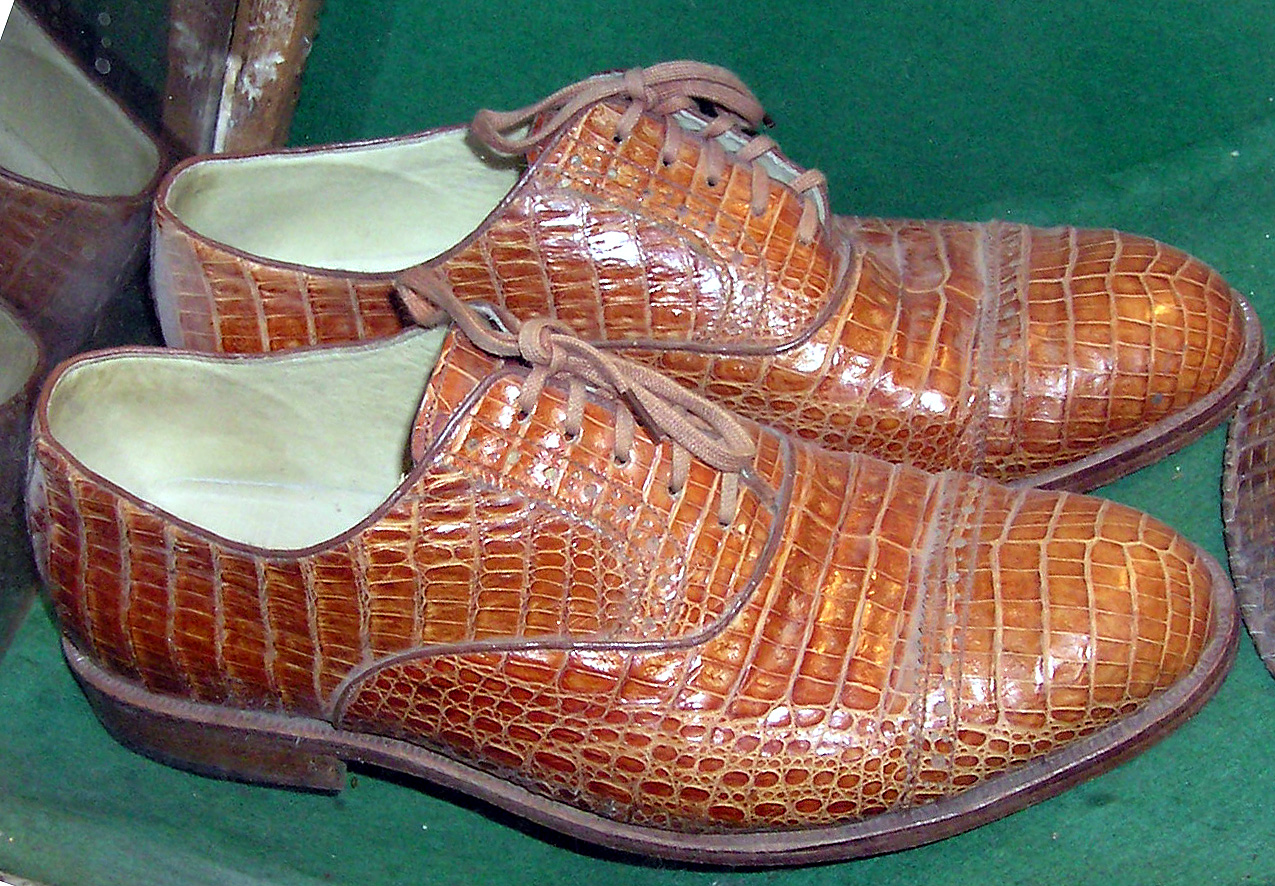
Pantofi din piele de crocodil

Pantoful este un obiect de încălțăminte purtat în principal în exterior. Rolul principal al pantofilor este de a proteja talpa picioarelor de suprafața pe care se circulă. Alte roluri ale pantofilor sunt de a proteja picioarele de frig, căldură, umezeală și accidentări.
Designul pantofilor s-a schimbat în timp, de la cultură la cultură, la începuturi acesta fiind proiectat doar cu câteva șnururi pentru a sta pe picior. Elementele ulterioare de modă au dat naștere unor stiluri noi, precum pantofi cu toc și fără. Încălțămintea contemporană diferă în stil, complexitate și cost.

## Istoria pantofilor

### Primii pantofi descoperiți
Cei mai vechi pantofi descoperiți au fost sandalele de coajă de sagerbrus. Aceștia au apărut pentru prima dată cu mult înainte de epoca bronzului. Ei au fost găsiți în anul 1938 în peștera Fort Rock din statul Oregon. Încălțămintea datează din anul 7000 sau 8000 î.Hr. O dată cu descoperirile oamenilor putem vedea ca modalitatea de a crea încalțămintea a evoluat foarte mult în următoarele milenii. Astfel, în anul 2008, în Armenia, au fost descoperiți în complexul de peșteri Areni-1 cei mai vechi pantofi confecționați dintr-o singură bucată. Aceștia datează din anul 3500 î.Hr. și au fost realizați din piele de vacă, cu un cordon de piele de-a lungul cusăturilor din față și spate al pantofului.
În anul 2006 au fost descoperiți papucii lui Otzi Iceman ce datează din anul 3300 î.Hr. Aceștia aveau baza alcătuită din piele de urs brun, împreună cu panouri laterale din piele și o plasă de corzi ce se strângeau în jurul piciorului.

### De când se atesta purtarea pantofilor?
Se consideră totuși că pantofii sau incalțămintea ar fi fost folosită cu mult inainte de aceasta perioadă. Dar pentru că materialele sunt perisabile și au tendința de a se strica de-a lungul timpului, nu avem dovezi pentru o incalțăminte mai veche de acești ani. Cu toate acestea prin studierea osemintelor și a structurii oaselor degetelor de la picioare putem trage anumite concluzii. Arheologii au descoperit ca între anii 40000 și 26000 î.Hr., marimea degetului mare a scăzut destul de mult. Iar de aici putem deduce un sigur lucru: "Purtarea pantofului a determinat o scădere a degetului mare de la picior".
Pantoful o dată purtat a determinat mai departe o modificare a întregii structuri a piciorului. Piciorul devenea mult mai mic, având degete mai scurte și mai subțiri. Deși nu avem dovezi clare despre încalțămintea din perioada 40000 și 26000 î.Hr., arheologii mărturisesc ca forma pantofului era destul de simplă. Ea avea aspectul unei pungi mai degrabă, pentru a proteja piciorul de roci și frig.

### Pantofii din perioada antică în funcție de fiecare zonă
În America de Nord, cu mult timp înante, localnicii purtau o încălțăminte numită moccasin. Aceștia erau strânși pe picior, iar talpa lor era destul de moale. În funcție de statul localnicului, pantofii erau decorați cu mărgele sau alte podoabe. Erau destul de călduroși în perioada de iarna, iar de aceea majoritatea indigenilor mergeau în piciorul gol o dată cu apropierea verii.

#### Pantofii purtati in Egiptul antic
Astfel au apărut sandalele "tanga", ce au fost practic precursorii flip-flopului de astăzi. Aceștia au fost purtați pentru prima dată în zona Egiptului, iar o pereche ce a fost gasită in zona Europei are o vechime de peste 1500 de ani. 

#### Sandalele construite din paie de orez din Asia Antică
Sandalele au avut forme diferite in funcție de fiecare zonă in parte. În India erau făcute din lemn, iar în China și Japonia erau realizate din paie de orez.

#### Scopul pantofilor dinGreciaAntică
Grecii antici au considerat că incălțămintea este inestetica și inutilă pentru picior. În afara de poporul grec mai apar în această situație și hindușii. În Grecia, pantofii erau purtați la început doar în teatre ca posibilitate de a-și crește înalțimea. Deoarece grecii au văzut inutilă existența lor, au convenit ca majoritatea Jocurilor Olimpice să se realizeze desculți. Zeii grecilor erau tot desculți, iar marele rege Alexandru cel Mare și-a realizat Imperiul cu o armată fără încălțăminte.

#### Asocierea pantofilor cu o lume civilizată de către romani
Romanii care au imprumutat de-a lungul timpului foarte multe obiceiuri de la greci au adoptat o gândire diferită asupra pantofilor. Pantofii și încălțămintea pentru romani a fost privită ca o necesitate pentru a trăi într-o lume civilizată. În afară de sclavi care erau tot timpul desculți, romanii purtau tot timpul pantofii pentru a-și completa ținuta.

### Forma pantofilor din Evul Mediu până în secolul XV
Forma pantofilor s-a schimbat în totalitate o data cu apariția Evului Mediu. Astfel, a apărut o sandală cu tălpi de iută ce avea o porțiune superioară a țesăturii și includea șireturi ce se legau în jurul gleznei. Acest model de pantofi au fost purtați în special în zona catalană a Spaniei de către muncitorii câmpului, începând cu secolul XIII. În zona Belgiei, lângă Ostend au fost descoperiți pantofi în care partea superioară a fost intoarsă cu fața carnei și a fost imbinată cu muchia printr-o cusătură.
Astfel că după anul 1300, pantofii semănau ( stângul cu dreptul ) adesea între ei ( ceea ce nu se mai întâmplase până în acel an ). În anul 1500 a fost implementată pentru prima dată metoda turnshoe ( metoda care se mai practică și astăzi pentru pantofii de dans ). Această metoda ascunde cusătura între talpă și vamp, prelugind durata de viață a pantofului. 

## Descriere

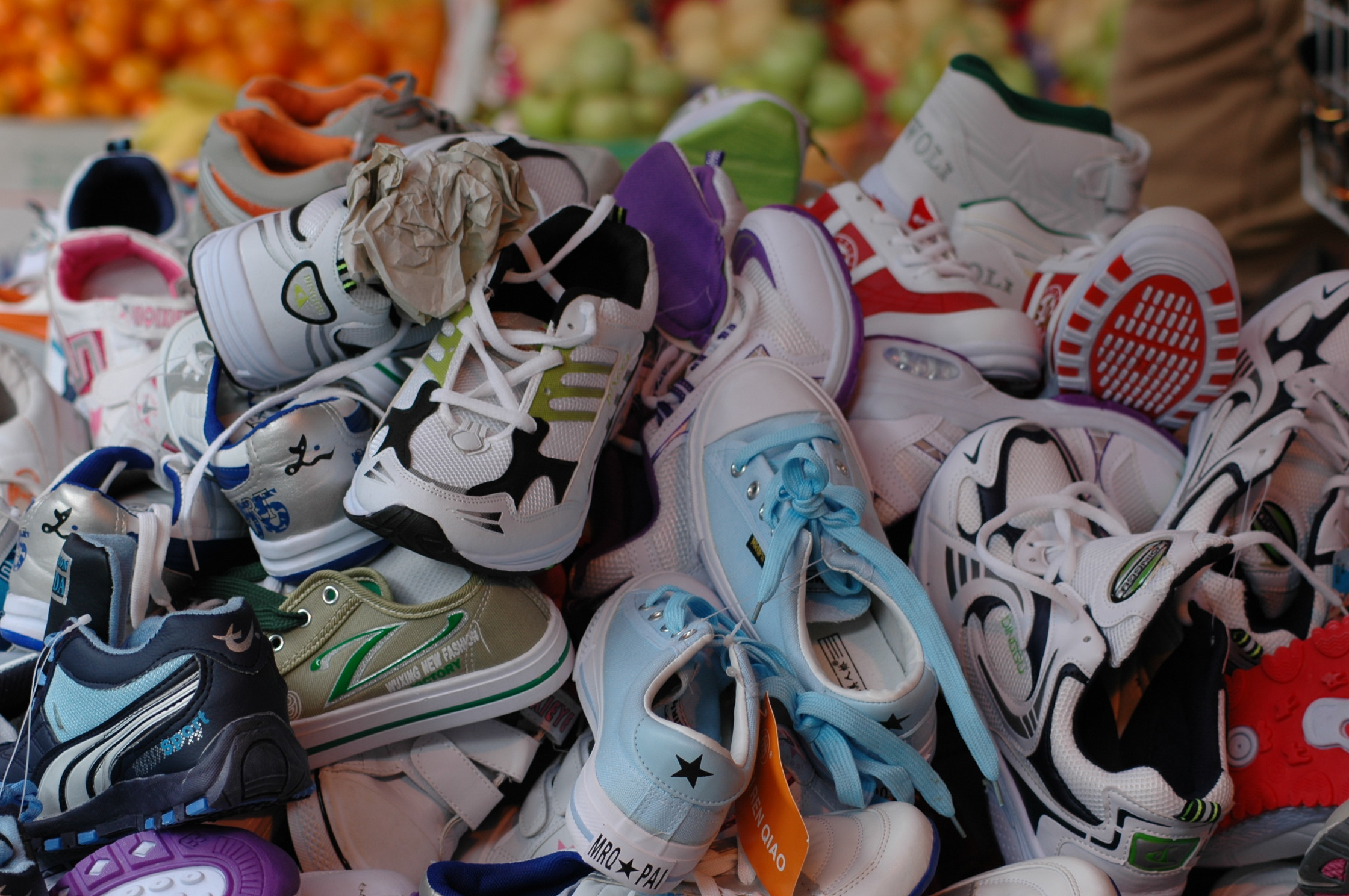
Pantofi de sport

Pantoful este un acoperământ pentru laba piciorului, confecționat de obicei din piele, materiale sintetice sau pânză, având talpă și toc rigide și în general nedepășind glezna, spre deosebire de gheată sau chiar de cizmă, care ajunge să acopere pulpa piciorului.
Primele exemplare găsite în Mesopotamia erau niște învelitori din piele gen mocasin; pantofii au început să fie bogat decorați abia în epoca elenistică. Romanii au inventat pantofi potriviți pentru fiecare picior și i-au diferențiat în funcție de sex și rang.
În secolul al XIV-lea–al XV-lea, pantofii au devenit foarte lungi și ascuțiți, vârfurile atingând o lungime de 45 cm sau chiar mai mult. În secolul al XVI-lea, vârfurile pantofilor erau foarte late, asemănătoare cu ciocul de rață. În secolul al XVII-lea, pantofii aveau tocuri moderate ca înălțime și erau deseori împodobiți cu rozete din dantelă sau cu funde, care au deschis drumul pentru cataramele din aur sau argint din secolul al XVIII-lea.
Prima fabrică de pantofi s-a deschis în 1760 în Massachusetts, dar pantofii au devenit ușor de fabricat și ieftini abia odată cu dezvoltarea mașinilor moderne din secolul al XIX-lea.

## Pantoful în literatură
În basmul Cenușăreasa, scris de frații Grimm, pantoful are un rol important.